# Пётр Власт

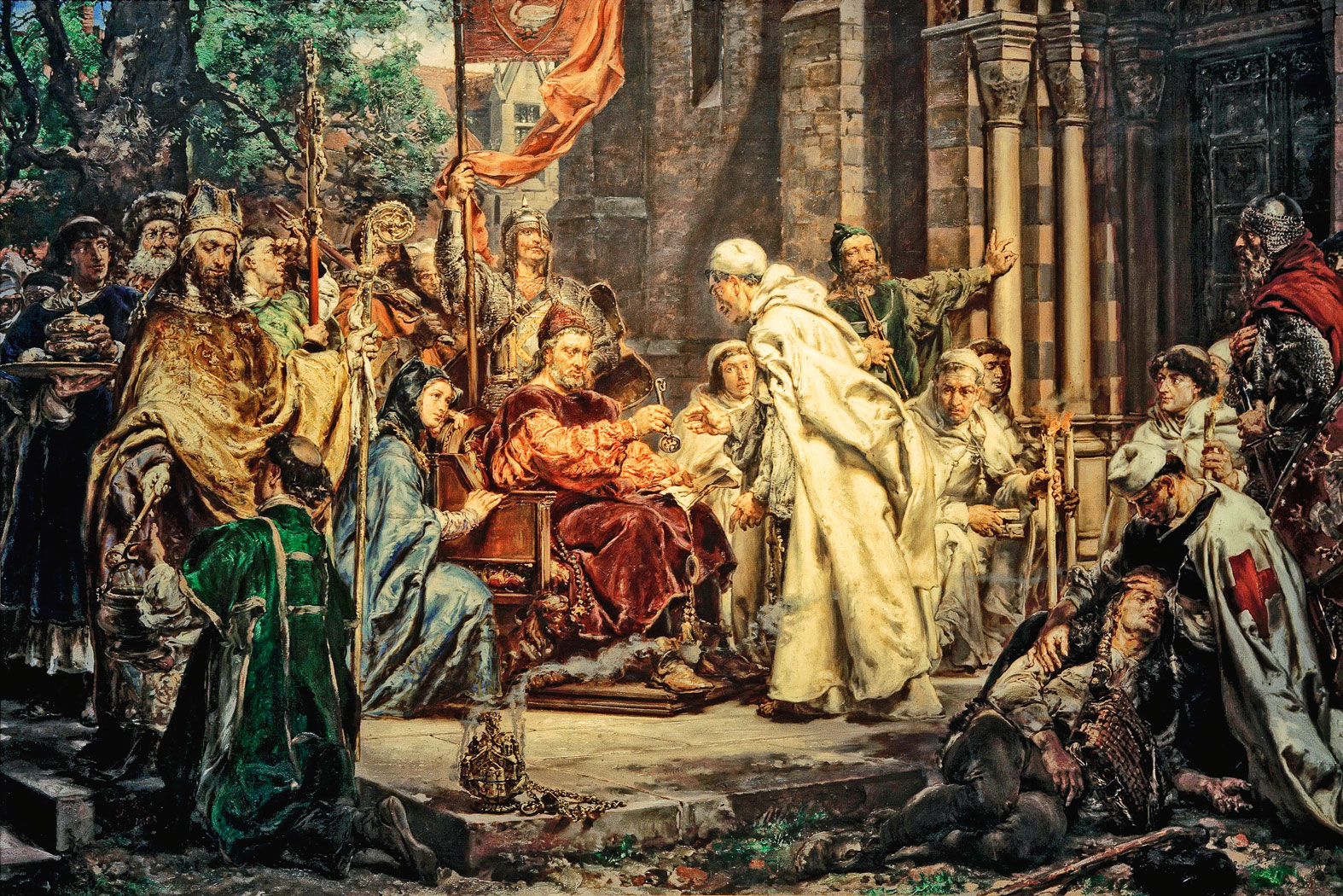
Ян Матейко. Пётр Власт приглашает в Польшу цистерцианцев.

Пётр Власт (Влостович) (пол. Piotr Włostowic) — польский воевода, палатин, ключевой участник польских междоусобиц первой половины XII века, которые привели к раздроблению государства Пястов. Считается родоначальником знатного клана Дуниных.

## Жизнь
Источники XII века умалчивают о происхождении этого вельможи. Известно только, что Пётр владел крупными земельными наделами в Силезии и, видимо, был связан узами родства с местной княжеской династией.
Упоминается с 1117 года как ближайший советник Болеслава Кривоустого. Большую славу принесло ему пленение (хитростью) перемышльского князя Володаря. После смерти польской королевы Сбыславы был направлен ко двору киевского князя Святополка Изяславича для переговоров о браке короля с другой его дочерью; в результате он сам женился на княжне Марии, дочери Олега (Гориславича) Святославича, чем ещё больше возвысился в глазах польской знати.

Вторая жена короля, Саломея фон Берг, добилась удаления Петра Власта, однако его преемник Владислав II вернул Власту прежнее положение. В 1144 году многоопытный политик вмешался в конфликт между Владиславом и его младшими братьями — Болеславом Кудрявым и Мешко Старым. Попытка примирить братьев не увенчалась успехом. Стан его врагов возглавляла королева Агнешка. 

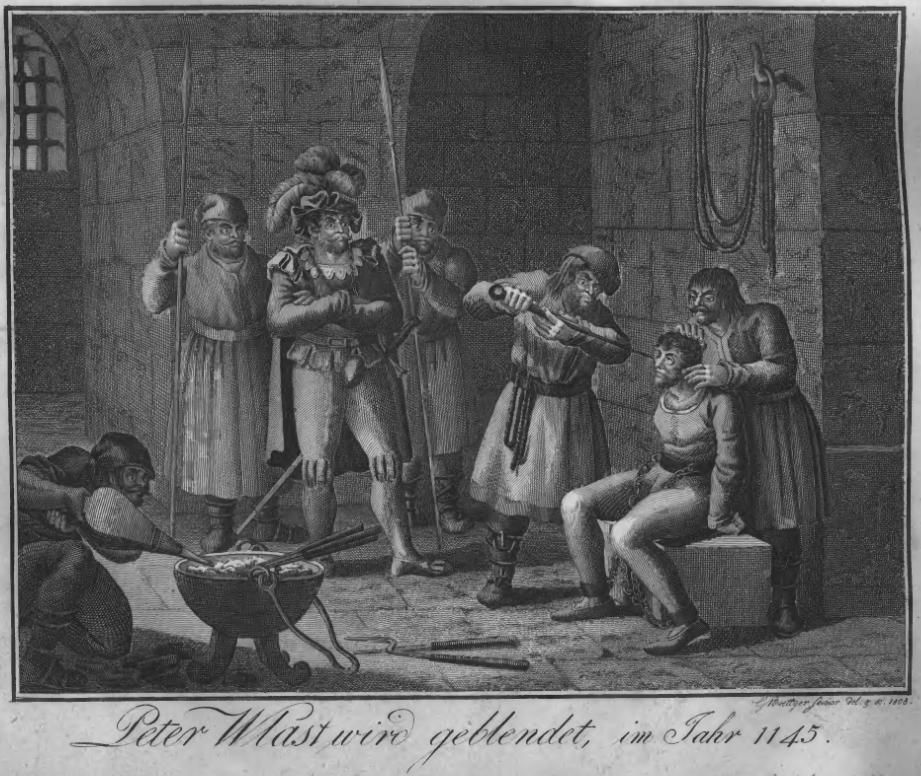
Ослепление Петра Властовича

В 1145 году усадьба Власта была взята людьми короля во главе с Добеком. Пленённый старец был обвинен королём в государственной измене, ослеплён и лишён языка. После этого уехал на Русь, где продолжал плести интриги против Владислава до своей смерти в 1153 году.
Жестокое обращение короля с заслуженным воеводой оказалось политическим просчётом: знать отшатнулась от Владислава и стала поддерживать его братьев.

## Храмовое строительство
Пётр Власт был известен своими тесными связями с католической церковью. По одной из церковных легенд, во искупление своих грехов ему было предписано возвести 70 каменных храмов, что и было исполнено. По этой причине многие романские церкви в Польше принято называть дунинскими.
Около 1126 года Пётр основал бенедиктинское аббатство под Вроцлавом, в местечке Олбин. В 1145 году в аббатство стараниями Влостовича были перенесены мощи епископа-мученика Викентия. Строительство было окончено к 1149 году — здание монастыря, возведенное в романском стиле, оказалось на тот момент самой большой святыней на территории Польши: его длина составила 55 метров. Внутри аббатства покоится прах ктитора.

## Посмертная слава
Полная приключений жизнь воеводы Власта со временем обросла легендарными подробностями. В таком виде она описана в первой польской рыцарской поэме, Carmen Mauri. Ко времени Длугоша ему стали приписывать происхождение из Дании вместе с эпитетом «датский» (Дунин). От него выводят своё происхождение многочисленные шляхетские роды герба «Лебедь» — Дунины.